# Chongqing Sokon
Chongqing Sokon  — китайская компания, основанная в сентябре 1986 года со штаб-квартирой в Чунцине, Китай. Созданная как производитель комплектующих для бытовой техники и амортизаторов, в настоящее время она производит автомобили, мотоциклы и коммерческий транспорт, а также амортизаторы и двигатели внутреннего сгорания. В 2022 году компания была переименована в «Seres Group» из «Sokon Group».
Она действует через свои дочерние компании Seres, DFSK Motor, XGJAO Motorcycle и Yu'an Shock Absorber Company.

## Бренды и продукты

### Seres
Seres — это торговая марка электрических транспортных средств, продаваемая компанией «Seres Group'.

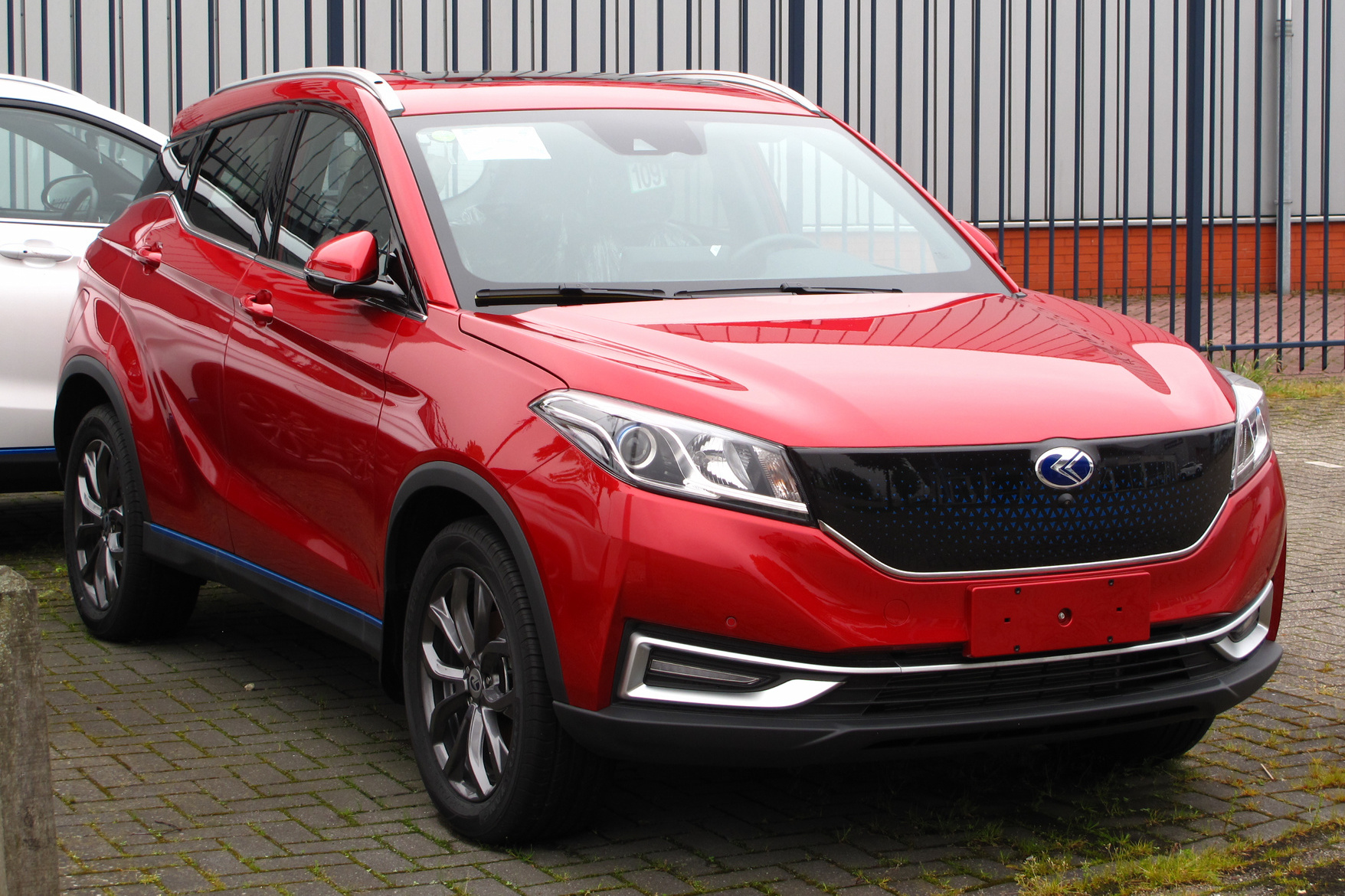
Seres 3
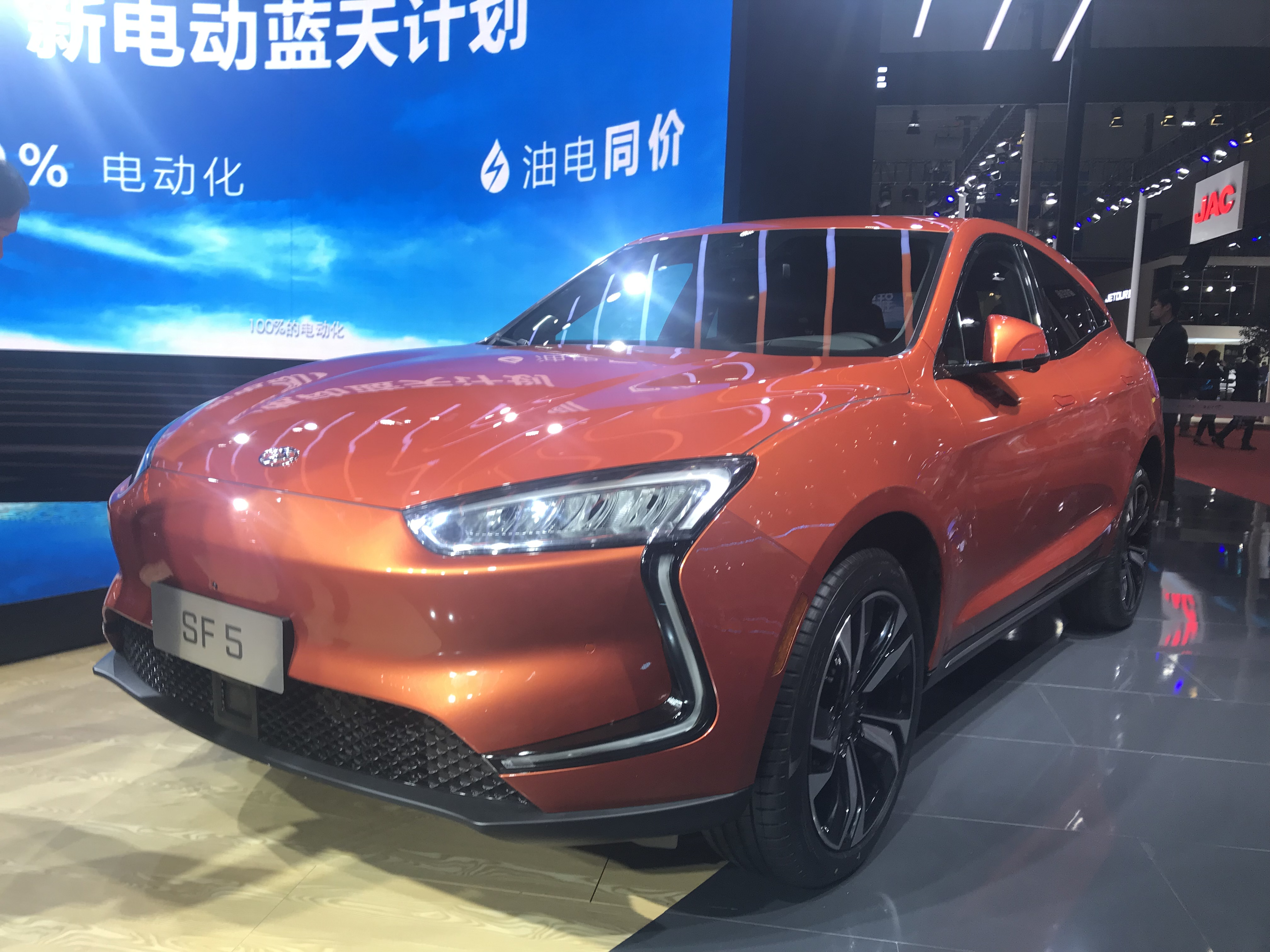
Seres SF5

### AITO
AITO — это бренд, под которым Seres Automobile сотрудничает с Huawei в области умных электромобилей. Huawei лидирует в разработке моделей AITO, а Seres — в производстве.
Бренд AITO принадлежал Seres, но был продан Huawei в июне 2023 года.

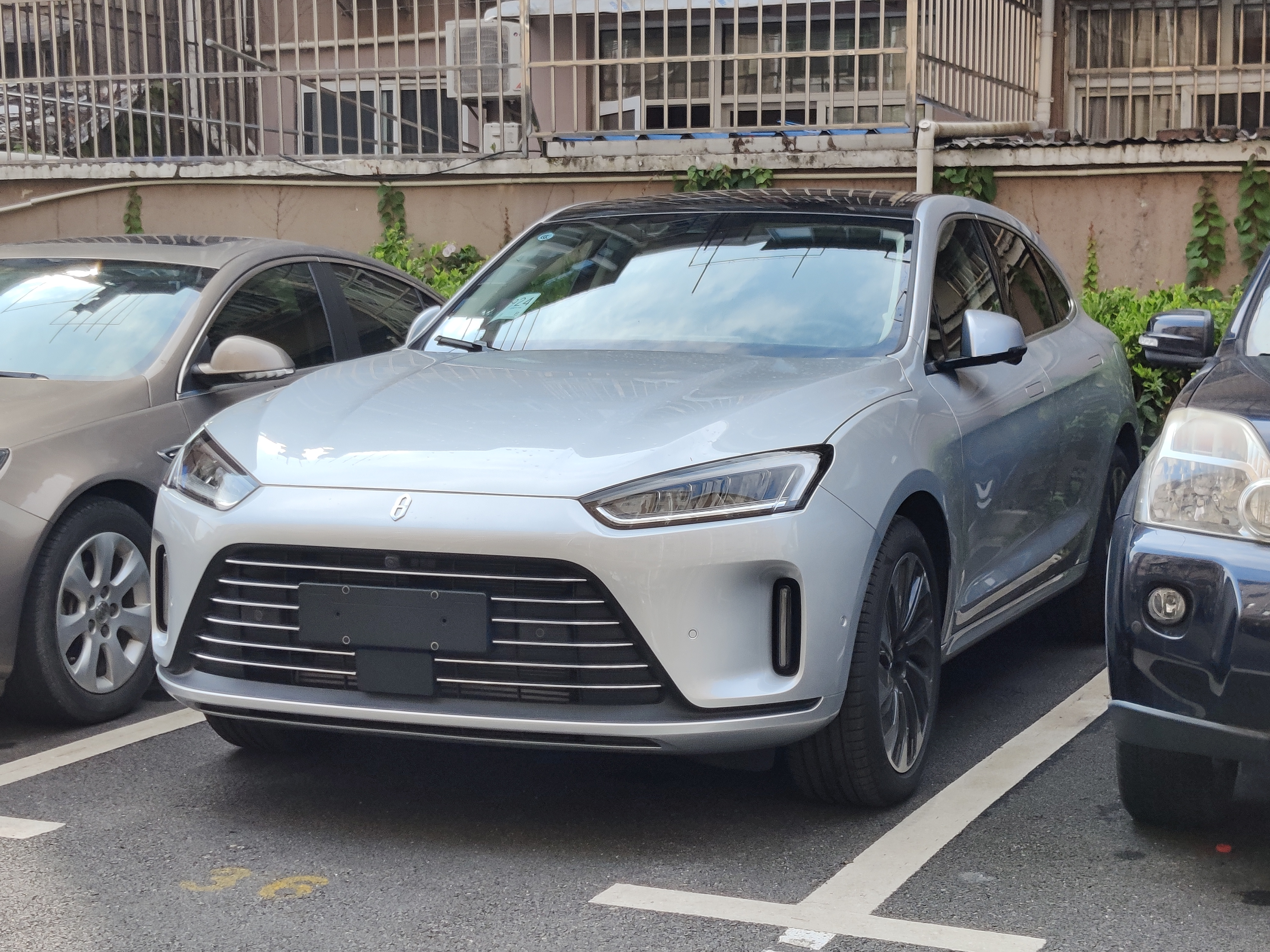
AITO M5
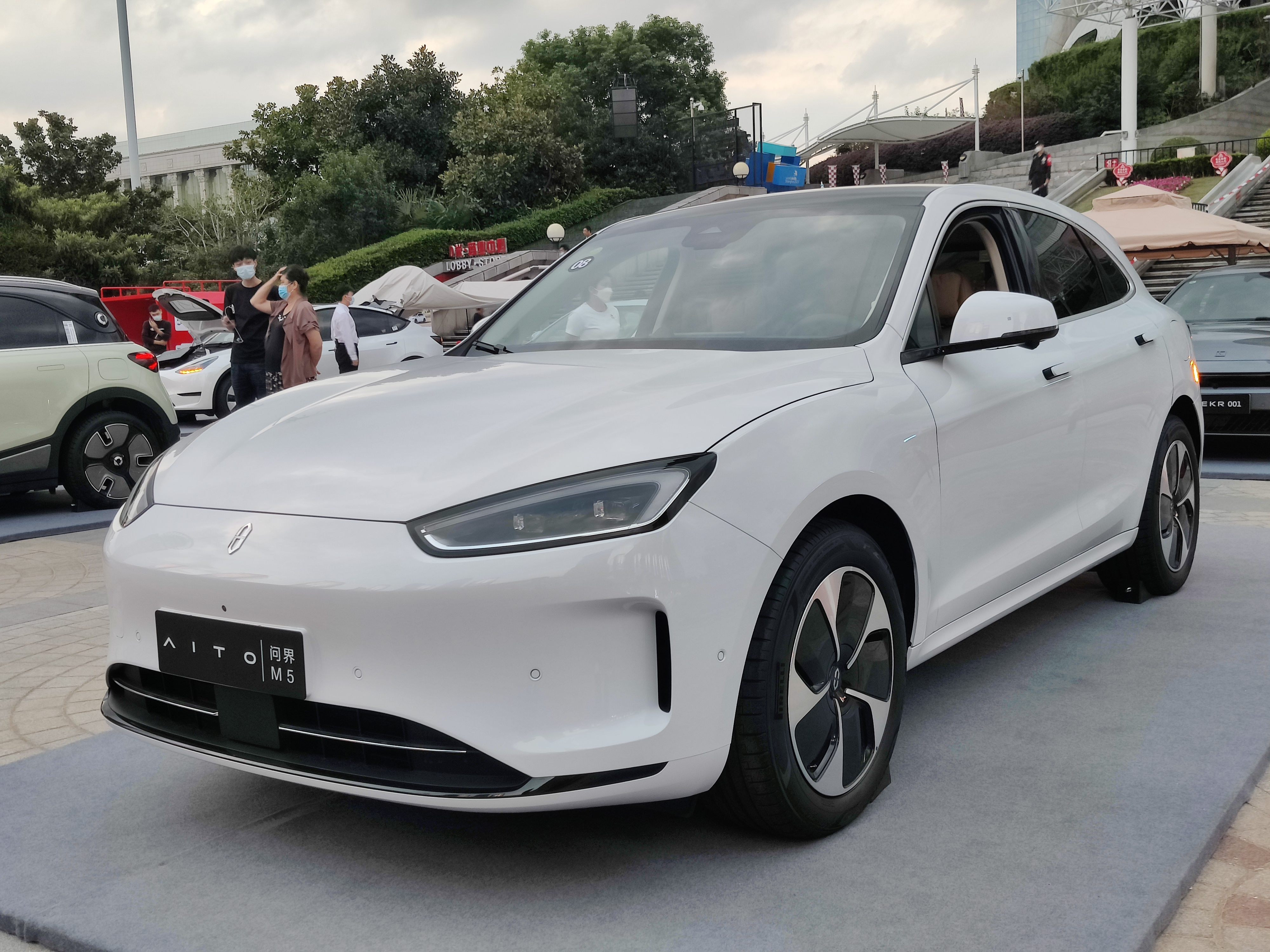
AITO M5 EV
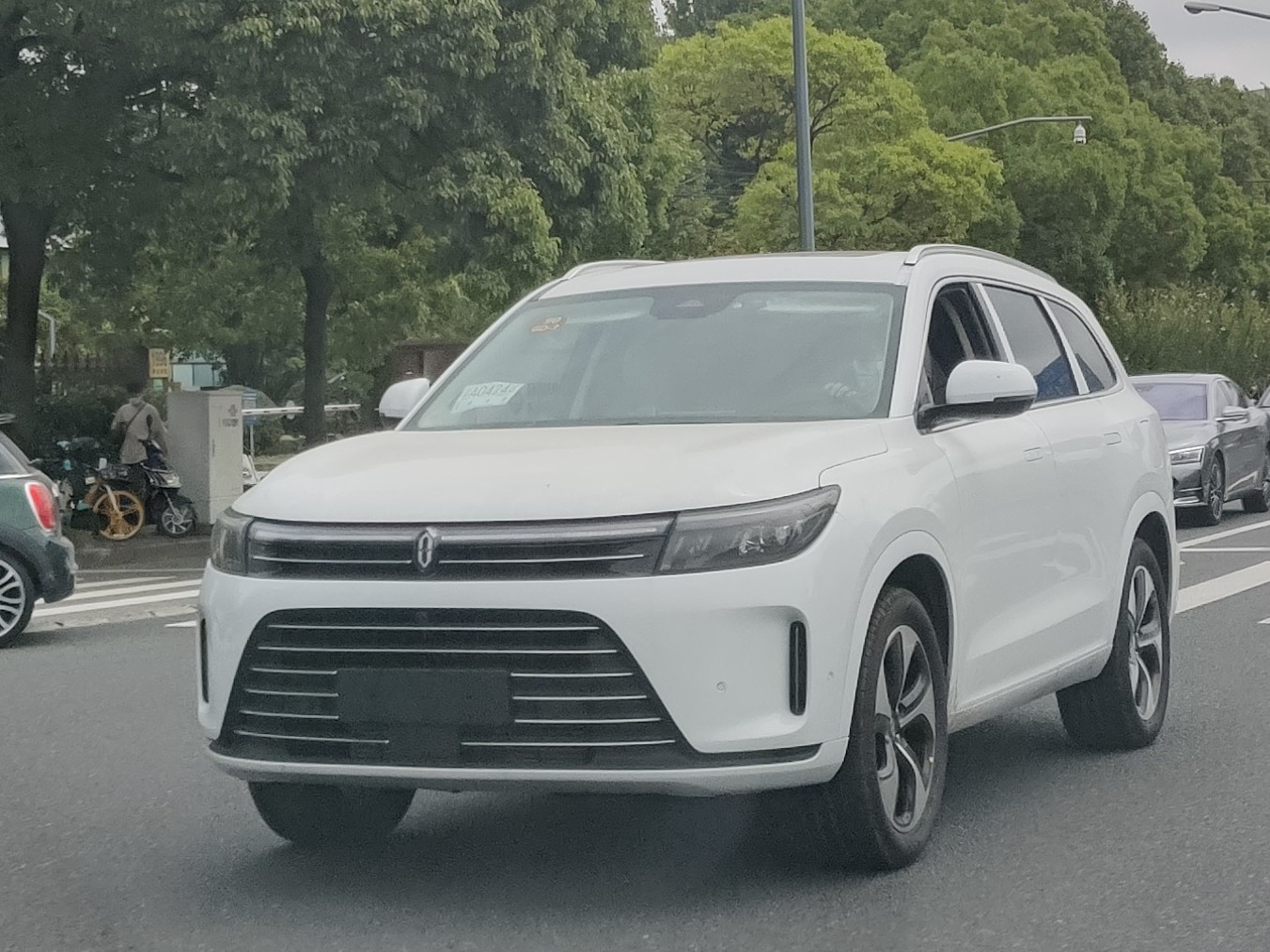
AITO M7

### Landian
Landian — это бренд бюджетных электромобилей Seres, представленный в марте 2023 года. Слово Landian буквально означает «голубое электричество» (蓝电) на китайском языке.
- Landian E5 (с 2022 г. по настоящее время), компактный внедорожник, переименованный в PHEV вариант Fengon 580[5]

### Fengon/Dongfeng Fengguang (东风风光)
«Fengon/Dongfeng Fengguang» (или «DFSK Glory» для зарубежных рынков) — это суббренд компании Seres, производящей легковые автомобили. Основанный в 2008 году бренд Fengon ориентирован на доступные компактные минивэны и внедорожники. Раньше это был совместный бренд с Dongfeng Group, но в 2022 году он был полностью приобретен Seres Group.

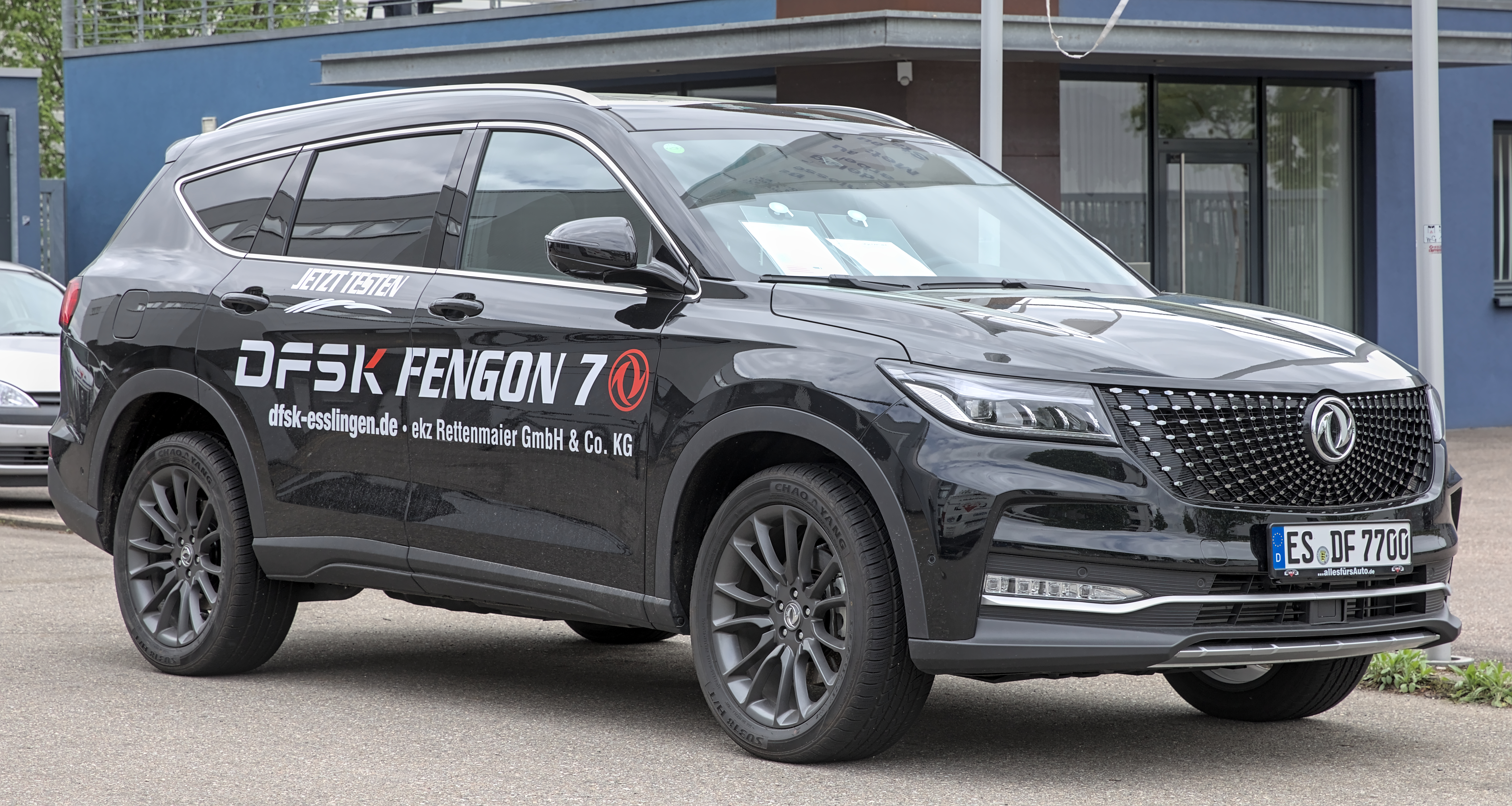
Fengon ix7
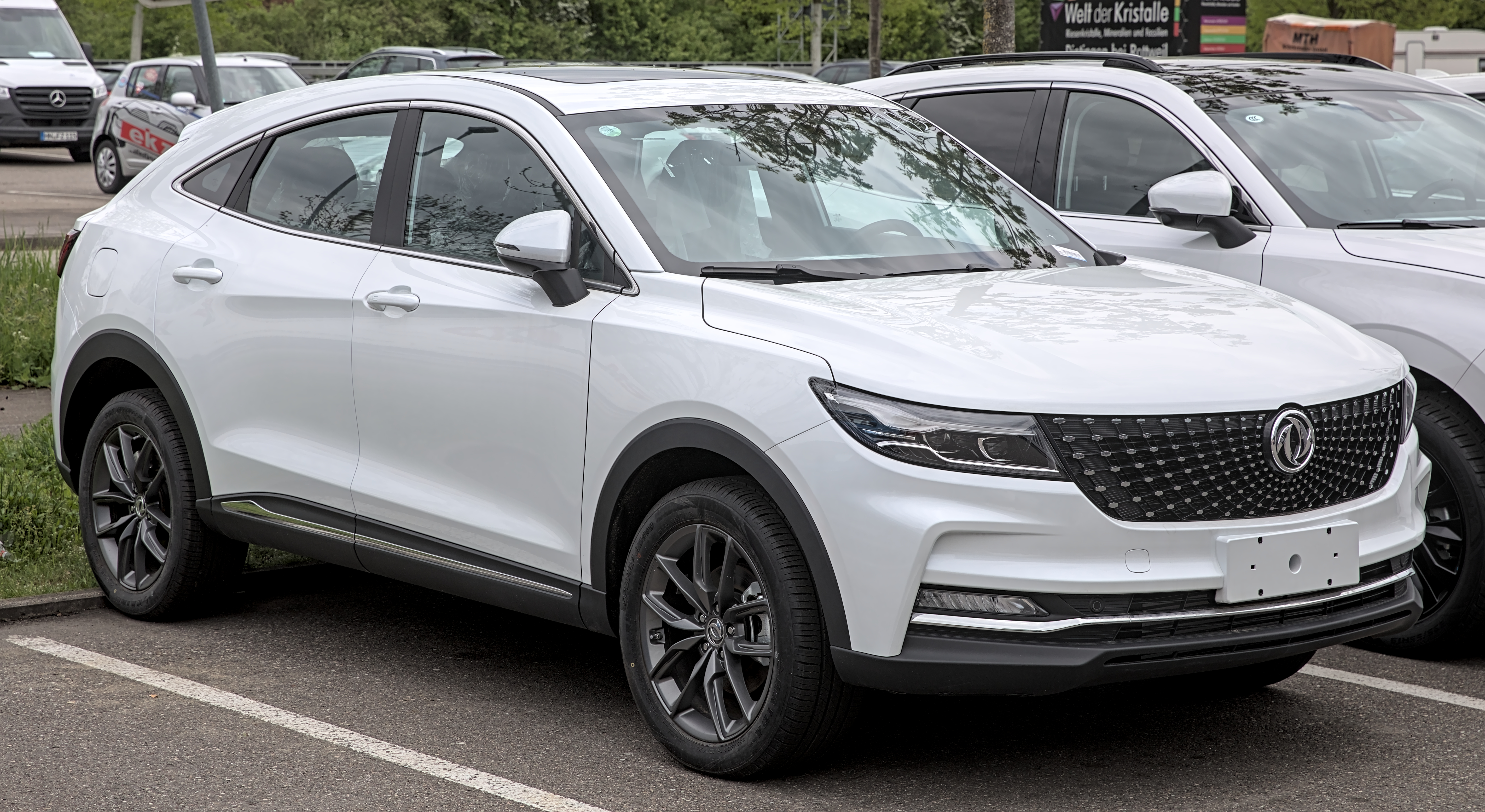
Fengon ix5
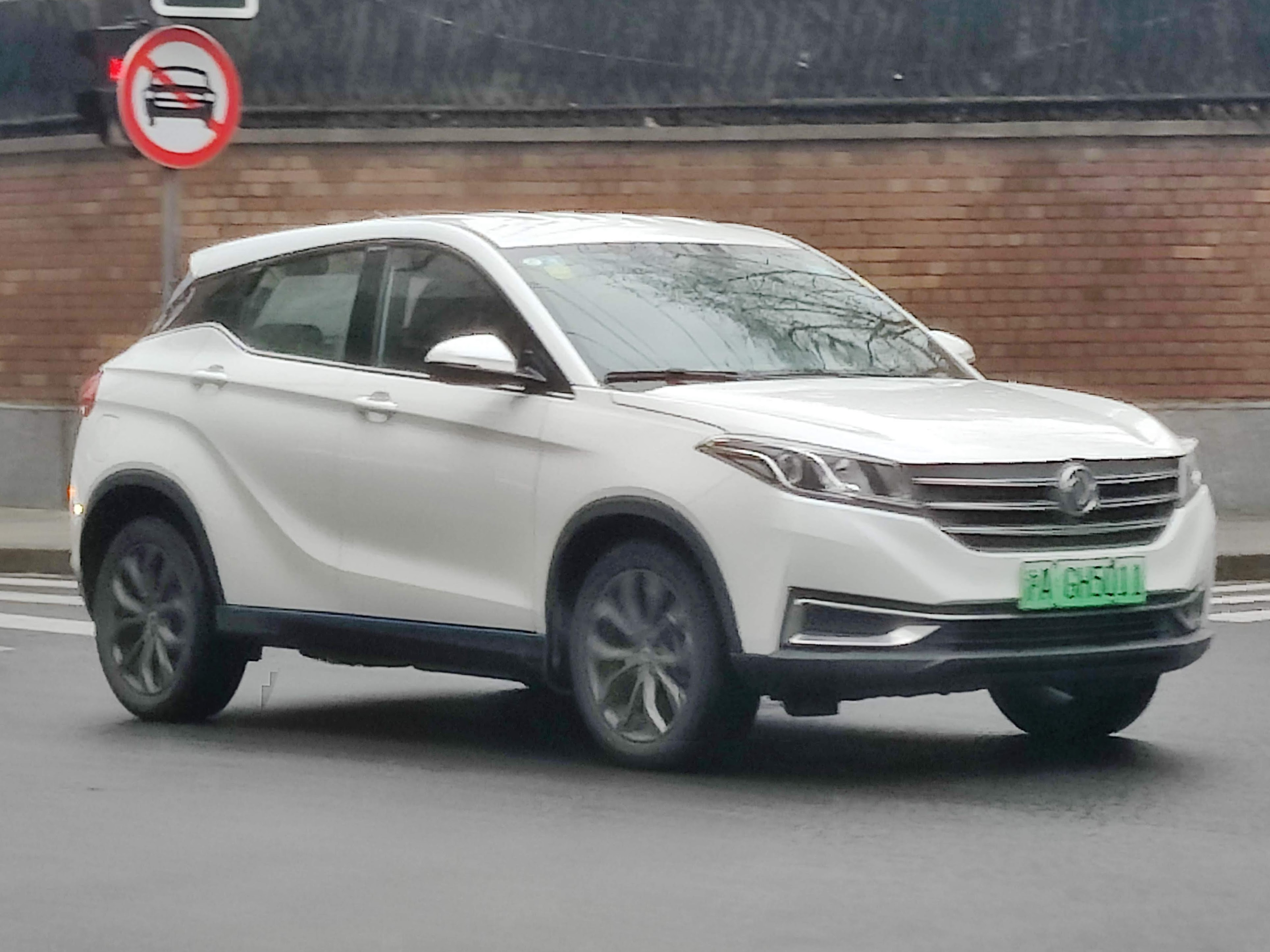
Fengon E3
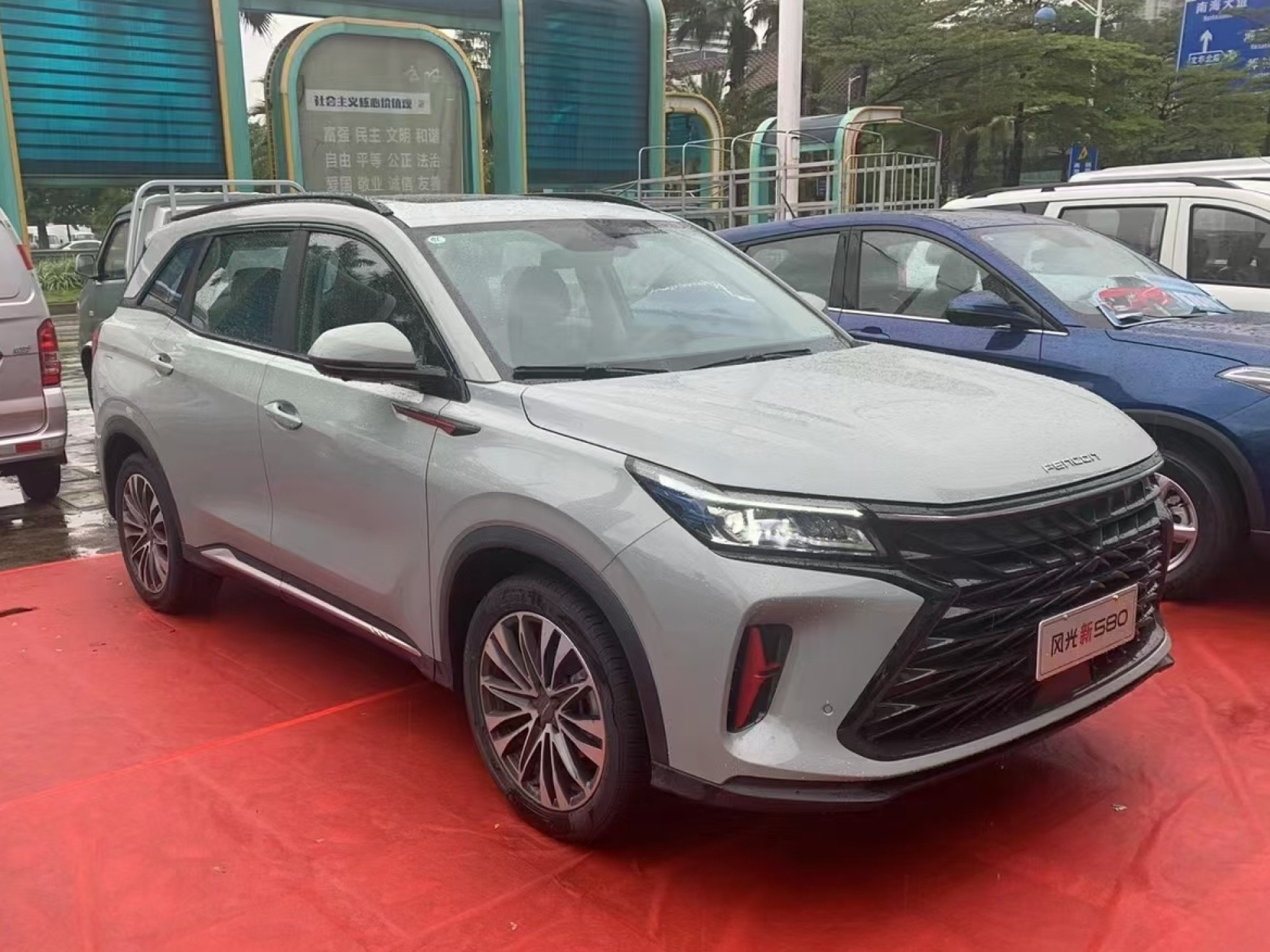
Fengon 580
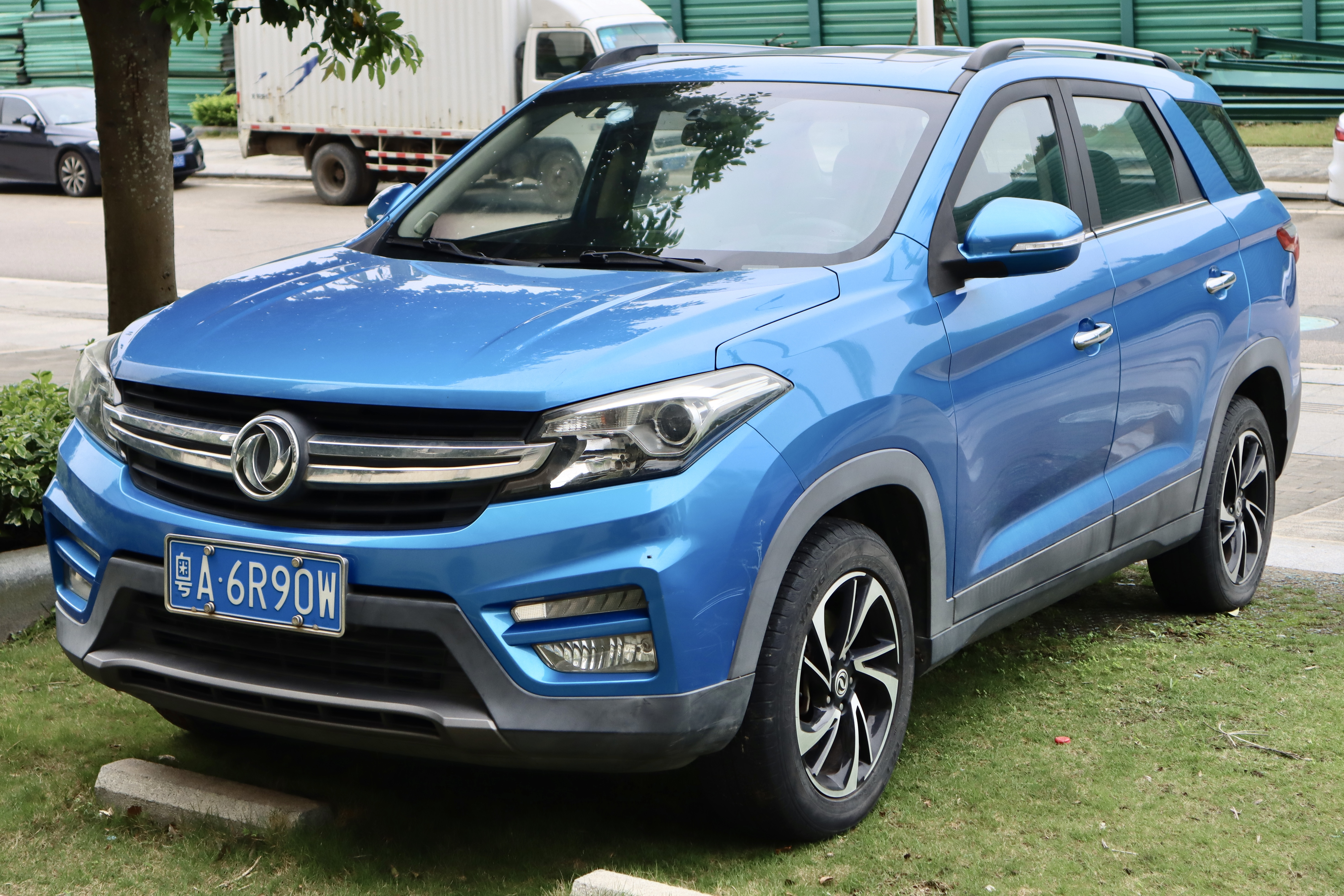
Fengon S560
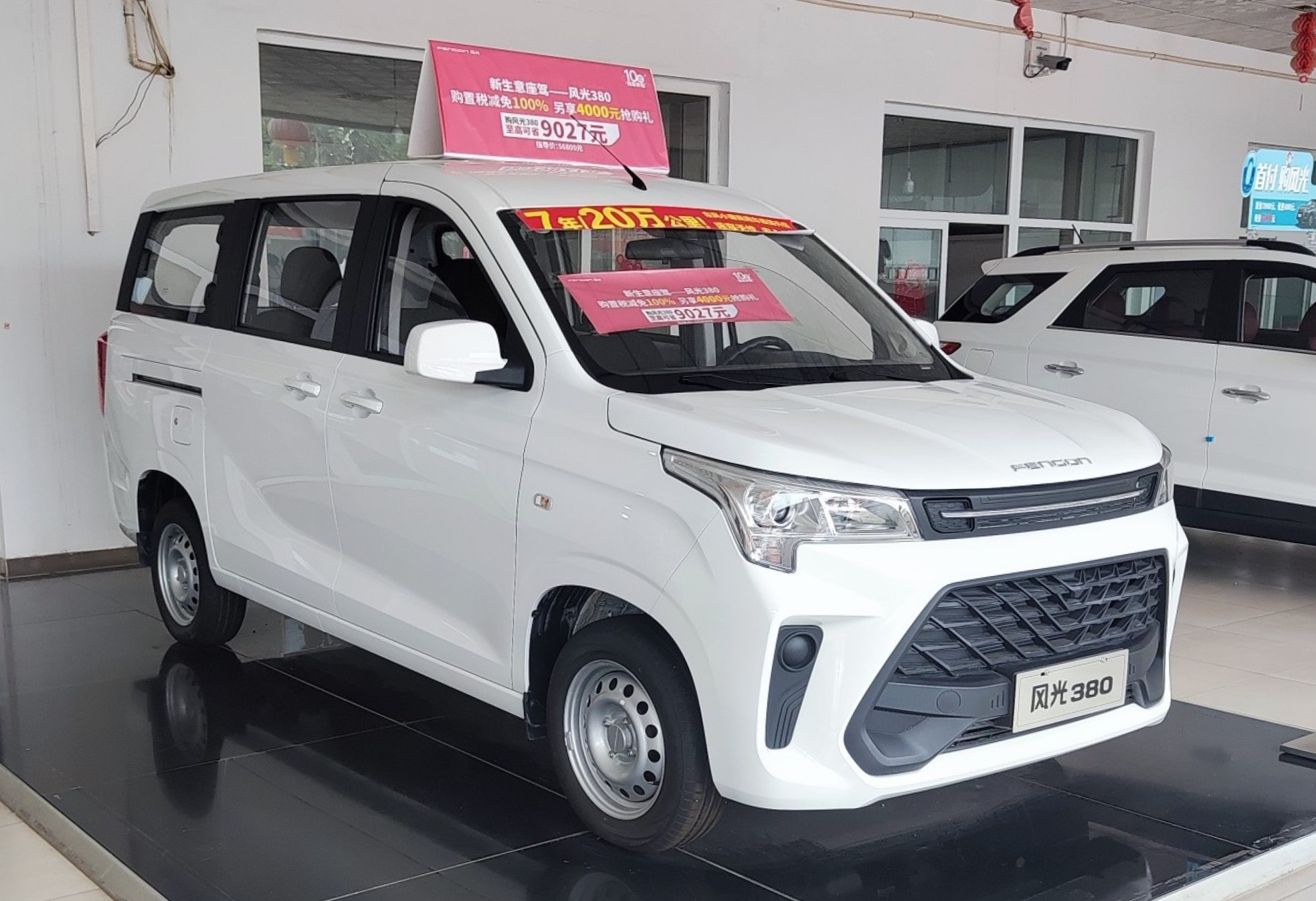
Fengon 380
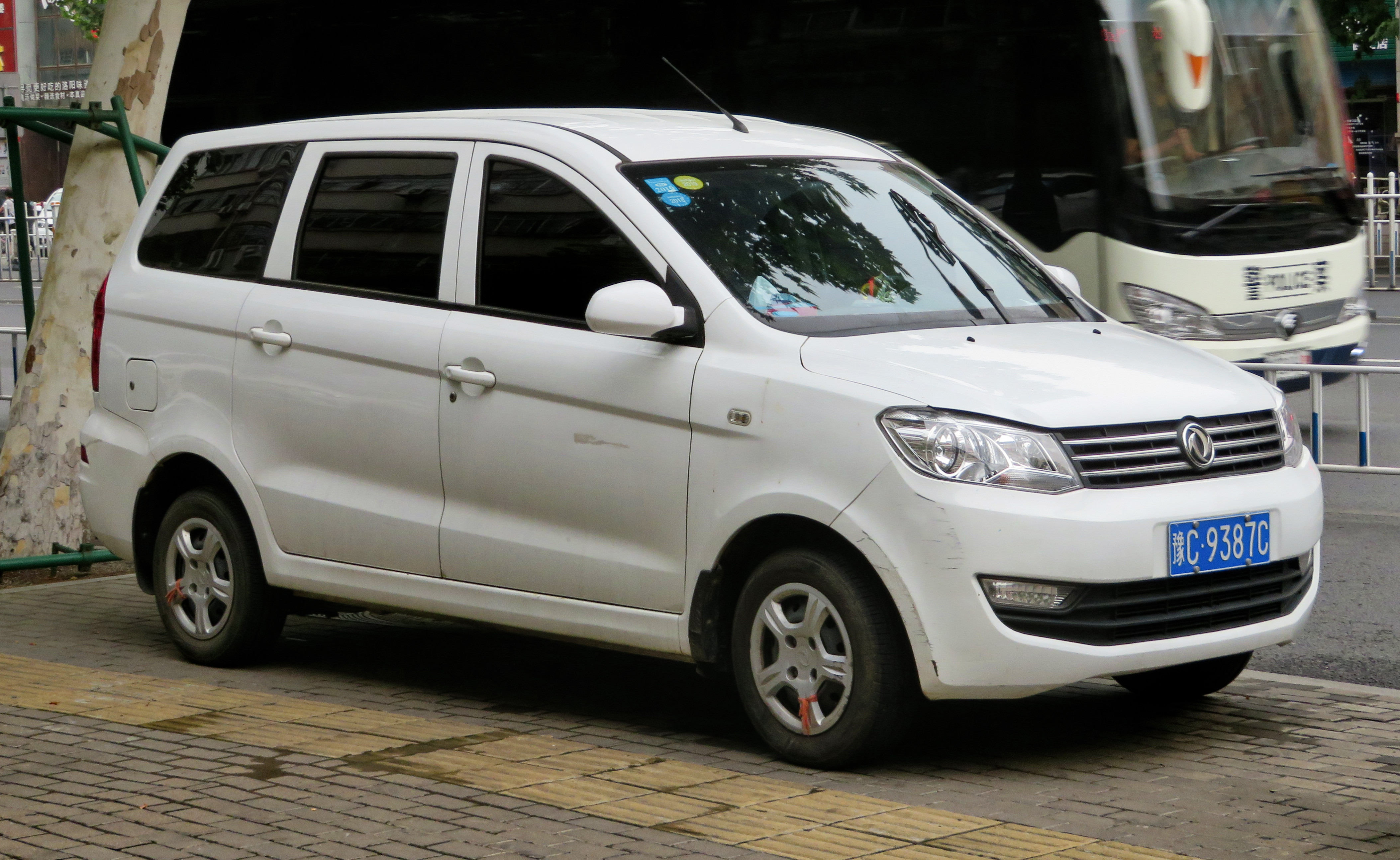
Fengon 330
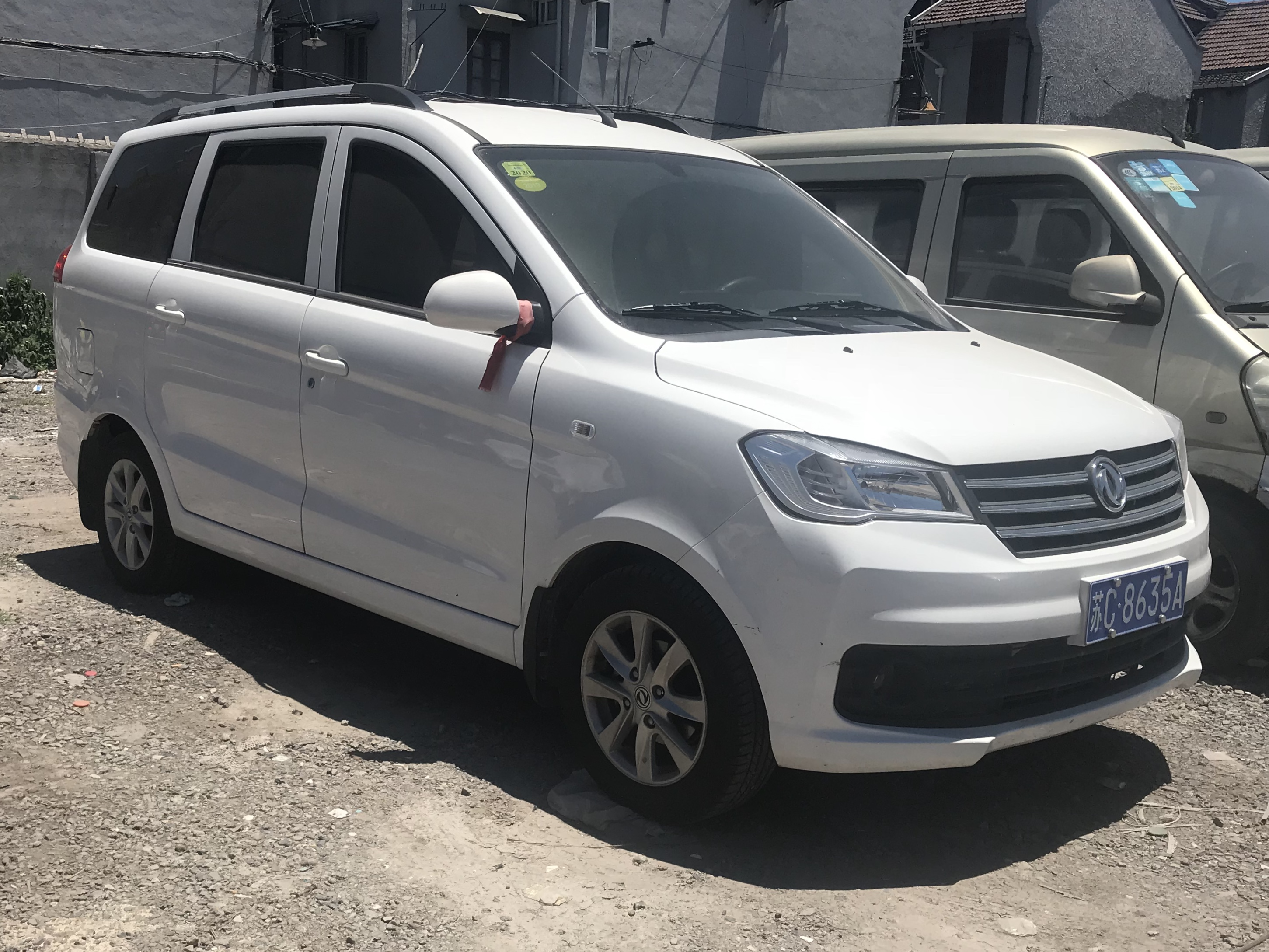
Fengon 330S
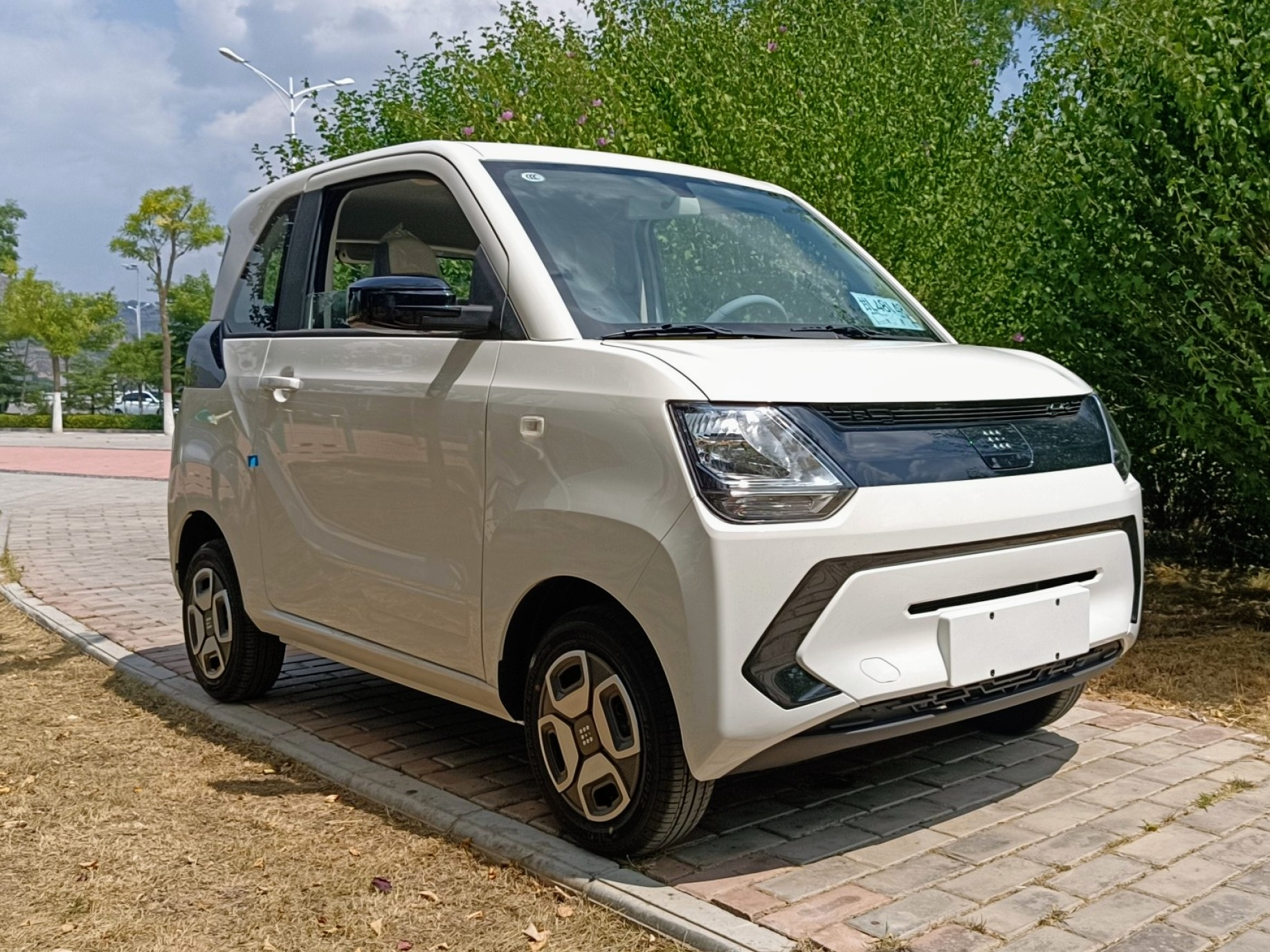
Fengon Mini EV

### DFSK/Dongfeng Xiaokang (东风小康)
«DFSK» — это торговая марка компании Seres, производящей легкие коммерческие автомобили. Раньше это был совместный бренд с Dongfeng Group, но в 2022 году он был полностью приобретен Seres Group. 
|  |

## Продажи
| Год  | Общий   | DFSK    | Fengon  | Seres  |
| ---- | ------- | ------- | ------- | ------ |
| 2010 | 226 198 | 226 198 | 226 198 | -      |
| 2011 | 243 053 | 243 053 | 243 053 | -      |
| 2012 | 202 991 | 202,991 | 202,991 | -      |
| 2013 | 205 019 | 205 019 | 205 019 | -      |
| 2014 | 277,000 | 277 000 | 277 000 | -      |
| 2015 | 275 316 | 114 160 | 161 156 | –      |
| 2016 | 381 636 | 122 639 | 258 997 | –      |
| 2017 | 400 038 | 400 038 | 400 038 | –      |
| 2018 | 347 837 | 347 837 | 347 837 | –      |
| 2019 | 325 381 | 325 381 | 325 381 | –      |
| 2020 | 273 590 | 273 590 | 273 590 | –      |
| 2021 | 266 614 | 258 445 | 258 445 | 8169   |
| 2022 | 267 246 | 187 205 | 187 205 | 80 041 |